# Gavotte Pourlet
Die Gavotte Pourlet ist ein bretonischer Reihen- oder Kreistanz aus der Gegend von Guémené-sur-Scorff.
Die Gavotte Pourlet ist eine Variante des (Dañs tro).

## Ausgangsposition
Die Personen stehen Seite an Seite im Kreis oder in der Kette. Die Personen blicken in Kreismitte. Die Personen halten sich an den Händen und halten die Unterarme waagrecht. Der rechte Arm wird dabei über den linken Arm des Partners zur rechten gelegt (rechts-über-links).

## Grundschritt und Choreographie
Musikalisch besteht der Grundschritt aus 8 Schlägen.
Als Grundschritt können sowohl der Grundschritt des An Dro als auch der Grundschritt der Gavotte des Montagnes verwendet werden:

### Einfacher Grundschritt des An Dro

Grundschritt An dro

Branle Double nach links = Links-seit Rechts-ran Links-seit Rechts- leicht und unbelastet in der Luft nachstellen (kein kicken oder vorschwingen) – als ob der Fuß eine Pause macht 
Branle Double nach rechts = gegengleich, Schritte dabei fast auf der Stelle, was insgesamt ein Vorwärtskommen nach links bedingt und so auch typisch für die Familie der Branles ist.

### Grundschritt der Gavotte

Grundschritt Gavotte

Modifizierter Branle Double nach links = Links-seit Rechts-ran Links-seit, Rechts-schnell-ran, Links-schnell- am Platz
Branle Double nach rechts = gegengleich, Schritte dabei fast auf der Stelle, was insgesamt ein Vorwärtskommen nach links bedingt und so auch typisch für die Familie der Branles ist.
Der modifizierter Branle nach links endet mit zwei schnellen Schritten innerhalb einer Zählzeit.

## Struktur des Tanzes
Traditionell ist folgende Struktur überliefert (beschrieben hier:), die auch heute noch in Aufführungen auf der Bühne dargestellt wird:
- Phase 1 (Vorspiel): Zwei Paare finden sich zu einer Runde. In dieser Runde können die Männer auf den letzten zwei Schlägen des Schrittes (7 und 8) Figuren darstellen.
- Phase 2: Die kleine Runde löst sich zu einer Kette auf, wobei im zweiten Paar die Reihenfolge ändert: Letztlich ist die Abfolge Mann-Frau-Frau-Mann.
- Phase 3: Weitere Paare können sich der Kette anschließen, wobei sie in der Regel sich in der Mitte einreihen.